# Plegapteryx subsplendens
Plegapteryx subsplendens là một loài bướm đêm trong họ Geometridae.